# دوري كرة القدم الغربي 1952–53
دوري كرة القدم الغربي 1952–53 (بالإنجليزية: 1952–53 Western Football League)‏ هو موسم من دوري كرة القدم الغربي ‏. فاز فيه Barnstaple Town F.C. ‏.